# Stereogum Presents... OKX: A Tribute to OK Computer
Stereogum Presents... OKX: A Tribute to OK Computer és un àlbum de tribut a la banda britànica Radiohead publicat l'any 2007 per celebrar el desè aniversari de la publicació d'OK Computer. El disc fou descarregable gratuïtament a través del blog musical de Stereogum.

## Llista de cançons
| Núm. | Títol                         | Versió                                          | Durada |
| ---- | ----------------------------- | ----------------------------------------------- | ------ |
| 1.   | «Airbag»                      | Doveman                                         | 5:50   |
| 2.   | «Paranoid Android»            | Slaraffenland                                   | 5:46   |
| 3.   | «Subterranean Homesick Alien» | Mobius Band                                     | 4:12   |
| 4.   | «Exit Music (For a Film)»     | Vampire Weekend                                 | 3:55   |
| 5.   | «Let Down»                    | David Bazan's Black Cloud                       | 5:53   |
| 6.   | «Karma Police»                | John Vanderslice                                | 4:00   |
| 7.   | «Fitter Happier»              | Samson Dalonoga feat. The Found Sound Orchestra | 2:01   |
| 8.   | «Electioneering»              | Cold War Kids                                   | 3:20   |
| 9.   | «Climbing Up the Walls»       | The Twilight Sad                                | 5:22   |
| 10.  | «No Surprises»                | Marissa Nadler feat. Black Hole Infinity        | 4:40   |
| 11.  | «Lucky»                       | My Brightest Diamond                            | 4:14   |
| 12.  | «The Tourist»                 | Flash Hawk Parlor Ensemble                      | 5:56   |

| 13. | «No Surprises»               | Northern State | 3:34 |
| 14. | «Polyethylene (Parts 1 & 2)» | Chris Walla    | 4:21 |